# 康格拉利
康格拉利（Kangrali (BK)），是印度卡纳塔克邦Belgaum县的一个城镇。总人口8414（2001年）。

## 人口
该地2001年总人口8414人，其中男性4305人，女性4109人；0—6岁人口1168人，其中男601人，女567人；识字率66.71%，其中男性为75.68%，女性为57.31%。